# Ctenognophos anax
Ctenognophos anax là một loài bướm đêm trong họ Geometridae.